# Eric Hermelin
Axel Eric Hermelin, född 22 juni 1860 i Svanshals socken, Östergötlands län, död 8 november 1944 i Lund, kyrkobokförd i Gripenberg, Säby församling, Jönköpings län
, var en svensk friherre, översättare och författare. 
Hermelin är mest känd för sina översättningar av Jacob Böhme och sina internationellt sett tämligen unika översättningar av främst klassisk persisk poesi skriven av sufiska diktare, främst från perioden 1000–1400 e. Kr. Sammanlagt har han översatt över 10 000 sidor i 36 volymer.
De 35 sista åren av sitt liv var han intagen på Sankt Lars sjukhus i Lund.

## Biografi
Hermelin föddes 1860 som femte barn till Axel Hermelin på Renstad och Theodora Eugenia Fjellstedt samt dotterson till Peter Fjellstedt. En av hans äldre bröder var Joseph Hermelin.
Hermelin vistades efter studier vid Uppsala universitet 1878–1880 lång tid utomlands, bland annat i Ostindien, Persien och Australien.
Hermelin tillbringade många år utomlands, bland annat i USA, Tyskland, Australien, på Jamaica och i den brittiska armén i Indien. Från 1909 och fram till sin död 1944 vistades han på Lunds hospital/S:t Lars sjukhus i Lund. Det var där han gjorde sin översättargärning. Hermelin hade tidigare råkat i många svårigheter, bland annat på grund av sin periodvisa alkoholism.

## Översättningar
Det var på S:t Lars sjukhus Hermelin översatte verk från latin, tyska och persiska av bland andra Attar, Jalal al-din Rumi, Jacob Böhme, Emmanuel Swedenborg, poeten Omar Khayyam (Rubaiyat), Shaikh Sa'di, Ferdousi och Sana'i.
Hermelins mystika tolkning av Bibeln och Koranen var att den mänskliga "personligheten" är intet och Gud allt. Syftet med hans översättningar var att de skulle tina upp "vår frusna tankeförmåga" och "sätta hjertats vågor i svallning". Härigenom skulle människan bli mänskligare. Hermelin menade, som han skriver i ett brev till ett tryckeri i Lund, att hans översättningar tjänade ett praktiskt syfte; genom läsningen skulle man "komma äntligen från sounds to things, från sken till verklighet".

## Inflytande
Hermelin anses ha haft stort inflytande på svensk vitterhet, däribland på Vilhelm Ekelund, Gunnar Ekelöf och Hjalmar Gullberg. Nikanor Teratologen har kallat honom ”Sveriges mest underskattade författare”. Med anledning av att det år 2010 hade gått 150 år sedan han föddes hyllades hans författar- och översättargärning i en understreckare i Svenska Dagbladet den 24 augusti 2010.
SVT:s K special sände 2018 en film i med titeln "Sufismen och Eric Hermelin", regisserad av den iransk-svenske filmaren Ali Boriri. I filmen som både behandlar Hermelins liv, översättningar och livsåskådning medverkade bland andra Carl-Göran Ekerwald, Ashk Dahlén, Johan Hermelin och Marika Lagercrantz.

## Övrigt
Eric Hermelins handskrifter finns arkiverade på Lunds universitetsbibliotek. Hermelin erhöll 1943 Lejon- och solorden.

## Översättningar av Eric Hermelin
- Alexander Whyte, Jakob Böhme : En värdesättning, 1913
- Jakob Böhme, De poenitentia/Om den sanna hängifvenheten/Om den heliga bönen, 1918
- Sa'di, Lustgården, 1918
- Jakob Böhme, Om de fyra lynnena/Gudomlig syn/Om födelse på nytt/Mysterium pansophicum, 1918
- Jakob Böhme, Det gudomliga väsendets tre principia, 1920
- Jakob Böhme, Om människans trefaldiga lif, 1920
- Emanuel Swedenborg, Andlig dagbok : Swedenborg öfversatt från latinet, 1920
- Hussain Āzad, Persiska dikter, 1921 (Består av två delar: Vetenskapens rosengård och Hoppets morgonrodnad)
- Mahmūd Shabistari, "Gulshan-i-Rāz"/"Mystikens rosengård", 1926
- 'Omar Khaiyām, Rubā Iyāt, 1928
- Hakīm Sanāi, Hadīqat, 1928 ("Sanningens inhägnade Örtagård")
- [Bīdpāi], Sagor ur "Anwār-i-Suhaili", 1929
- Sheikh 'Attār, Pand-Nāmah I, 1929 ("Rådsboken", persiskt faksimil)
- Sheikh 'Attār, Pand-Nāmah II, 1929
- Sheikh  'Attār, Mantiq-ut-Tayīr I, 1929 ("De bevingades språk", persiskt faksimil)
- Sheikh  'Attār, Mantiq-ut-Tayīr II, 1929
- Sheikh  'Attār, Ur Tazkiratú 'l-Awliyā I, 1931 ("Vännernas minne")
- Firdausi, Shāh-Nāmah I-V, 1931
- Sheikh  'Attār, Ur Tazkiratú 'l-Awliyā II, 1932
- Samuel Rutherford, Vägen uppåt, 1933 ("The upward way")
- Sheikh  Nizāmī, Sikāndar-Nāmah I-XV, 1933
- Djalālu 'd-dīn Rūmī, Mesnavī I, 1933
- Persiska låtar (I) : Utdrag ur Djalālu 'd-dīn Rūmīs "Mesnavī"/Fjerde boken/Verser 1263–1357, 1934
- Persiska låtar II : Utdrag ur Djalālu 'd-dīn Rūmīs "Mesnavī"/Fjerde boken/Verser 1358–2029, 1934
- Djalālu 'd-dīn Rūmī, Mesnavī II, 1935
- Djalālu 'd-dīn Rūmī, Mesnavī III, 1935
- Djalālu 'd-dīn Rūmī, Mesnavī IV, 1936
- Sagan om De Tre Fiskarne, 1937 (texten utgörs av berättelse 15 i Kalilah I)
- Sagan om De Tre Fiskarne, 1937 (texten utgörs av ett utdrag ur Mesnavī IV, vers 2202–2312)
- Kalīlah I, 1938
- Om englarne och djeflarne hos menniskan : Utdrag ur "Mēsnāvī" och "Arcāna coeléstia", 1939
- Sheikh  'Attār, Ur Tazkiratú 'l-Awliyā III, 1939
- Kalīlah II, 1939
- Djalālu 'd-dīn Rūmī, Mesnavī V, 1939
- Djalālu 'd-dīn Rūmī, Mesnavī VI, 1939
- Kalilah, 3. Lund: Gleerupska univ.-bokh. 1942. Libris 20146905. http://hdl.handle.net/2077/51940
- Sheikh  'Attār, Ur Tazkiratú 'l-Awliyā IV, 1943

## Hermelins egenförfattade småskrifter
- "Förnufts-förfäade", 1937
- Om judarne, 1938
- Om sans. Lund: Gleerupska univ.-bokh. 1939. Libris 19936495. http://hdl.handle.net/2077/50188
- Factum et causa. Lund: Gleerupska univ.-bokh. 1940. Libris 19936496. http://hdl.handle.net/2077/50181
- Den jagade jägar'n eller Nemesis på jagt. Lund: Gleerupska univ.-bokh. 1942. Libris 19936497. http://hdl.handle.net/2077/50182

| ”                                               | Det MÖRKER våre »theologer», öfver Bibeln, söka sprida, är roten till vår samtids dictatorers TYRANNI. | „ |
| – Not av Eric Hermelin i Rumis Mesnavî VI, 1939 | |   |

## Återutgivningar
- Persiska antologin, 1976, ISBN 91-7324-711-1, urval och inledning av Carl-Göran Ekerwald
- Omar Khayyam, Rubaiyat (faksimil), 1993, ISBN 91-86488-57-0, förord och efterskrift av Ulf I Eriksson (ellerströms förlag)
- Blif en dåre! – marginalanteckningar och stridsskrifter, 1997, ISBN 91-86489-26-7, urval av Ulf I Eriksson med förord av Carl-Göran Ekerwald (ellerströms förlag) (Inkluderar bland mycket annat även återtryck av Om judarne, Om sans, Factum et causa samt Den jagade jägar'n eller Nemesis på jagt)
- Emanuel Swedenborg, Andlig Dag-bok (faksimil), 1998, ISBN 91-86488-88-0 (ellerströms förlag) (Med Om englarne och djeflarne hos menniskan som appendix)
- Persisk balsam, 2007,  ISBN 91-85703-12-5, urval och inledning av Carl-Göran Ekerwald

## Biografier
- Ångest-hjulets svängningar – en biografi om Eric Hermelin av Per-Erik Lindahl, 1976,  ISBN 91-504-0458-X (Bo Cavefors Bokförlag)
- Ett "hospitalhjons" bibliotek – Eric Hermelin och böckerna av Per-Erik Lindahl, 1979, ISBN 91-7408-051-2 (Walter Ekstrand Bokförlag)
- "Jag kan hvissla Beethovens sonater!" – En biografi om Eric Hermelin. Del I 1860-1909 av Per-Erik Lindahl, 1982, ISBN 91-7260-650-9 (Bibliognosi)
- "När man varit vagabond..." – En biografi om Eric Hermelin. Del II 1909-1928. av Per-Erik Lindahl, 1985, ISBN 91-7810-305-3 (Bibliognosi)

## Övrig litteratur
- Bo Werne, Tro och gärning i islam: det religiösa budskapet i Eric Hermelins översättningar av Rumi, Sa`di, `Attar, Sana'i m. fl. (två volymer: Texten och Kommentarer), 2000, ISBN 91-630-8400-7 och ISBN 91-630-9803-2 (Risala)
- Dahlén, Ashk (2006). ”Eric Hermelin och islams mystik”. Minaret: Tidskrift för svensk muslimsk kultur 6 (4):  sid. 8–17.